# Rolf Gerlach (Schriftsteller)
Rolf Gerlach (auch: Johannes Rolf Gerlach) (* 17. März 1935 in Leipzig) ist ein deutscher Theologe und Schriftsteller.

## Leben
Johannes Rolf Gerlach wurde 1935 als Sohn eines Kaufmanns in Leipzig geboren. Nach der Volksschule besuchte er bis zur 10. Klasse die Handelsoberschule, um 1950 eine kaufmännische Lehre zu beginnen, die er 1953 mit dem Facharbeiterbrief abschloss. Außerdem holte er an einer Leipziger Oberschule 1954 sein Abitur nach. Von 1954 bis 1959 studierte er bis zum Erhalt des Staatsexamens Theologie in Rostock und Greifswald. Es folgte eine bis 1961 währende freiberufliche Tätigkeit für das Kunsthistorische Institut der Universität Greifswald. Mit einem kirchengeschichtlichen Thema wurde er 1962 zum Dr. theol. promoviert. Von 1961 bis 1965 war er Assistent am Institut für griechisch-römische Altertumskunde bei der Deutschen Akademie der Wissenschaften zu Berlin. Am Grimmschen Wörterbuch arbeitete er freiberuflich zwischen 1965 und 1967 mit.
1967 orientierte er sich um und begann ein Fernstudium an der Hochschule für Musik „Hanns Eisler“ Berlin. Er belegte die Fächer Klavier, Gitarre und Tonsatz/Komposition. Er ließ sich 1968 in Zepernick nahe Berlin nieder; dies sollte seine Wahlheimat werden. Ab 1971 unterrichtete er Musiktheorie an der Spezialschule für Musik, die der Hochschule „Hanns Eisler“ angegliedert war. Zu dieser Zeit hatte er den Roman Der Bräutigam fertiggestellt, der nun im Verlag der Nation veröffentlicht wurde. 1973 legte er das Staatsexamen an der Musikhochschule ab.
Ein erneuter Berufswechsel vollzog sich 1977, als er freiberuflicher Autor, Redakteur und Moderator in der Abteilung Ernste Musik beim Fernsehen der DDR wurde. Mitte der 1980er Jahre erhielt er jedoch keine Arbeitsaufträge mehr. Kurz zuvor hatte er seinen autobiografisch gefärbten Roman Eselsbrücke mit durchaus gesellschaftskritischen Untertönen veröffentlicht. 1985 verfasste er ein Libretto für eine Etüden-Folge von Ralf Hoyer, die 1987 gedruckt wurde, ebenfalls 1987 kam ein DEFA-Dokumentarfilm zur Aufführung, für den er das Drehbuch geschrieben hatte, und im darauffolgenden Jahr erschien sein Erzählungenband Cello unter Trümmern.
Nach der Wende fand Rolf Gerlach für 18 Monate in der Gemeinde Zepernick als ABM-Ortschronist bezahlte Beschäftigung. Das war der Auslöser für seine danach vornehmliche Beschäftigung mit heimatkundlichen Themen.

## Stil
Trotz der vielen ausgeübten Berufe hat sich Gerlach immer als Schriftsteller verstanden.
Er verarbeitete in seinen belletristischen Werken mal mehr und mal weniger konkret sein eigenes Leben. Der Protagonist in Eselsbrücke hat ein unbefriedigendes Theologiestudium absolviert und hofft nach weiteren gescheiterten Anläufen endlich mit kleinen in Musikerkreisen geschätzten Musikkompositionen zu großem Erfolg zu gelangen. Seine Tagebuchaufzeichnungen sind eine „selbstquälerische Bilanz über sein Leben“ und unverkennbar „autobiographisch“. Ähnliche Grundstrukturen finden sich in den Erzählungen des Cello-Bandes, in dem die geschilderten Personen mit Seelenschmerz wie Einsamkeit, Enttäuschung, Leid behaftet sind. Die „Erkundung innerer Befindlichkeit“ stehe zu oft im Vordergrund, meinte Rainer Schütz im Neuen Deutschland.

## Werke

### Romane und Erzählungen
- Johannes Rolf Gerlach: Der Bräutigam. Roman. Verlag der Nation, Berlin 1971.
- Rolf Gerlach: Eselsbrücke. Tagebuchroman. Verlag der Nation, Berlin 1984, ISBN 3-373-00161-7.
- Rolf Gerlach: Cello unter Trümmern. Kleine Geschichten. Verlag der Nation, Berlin 1988, ISBN 3-373-00228-1.

### Heimatkunde
- Frage nach Bäumen in Zepernick, Aufsätze und Dokumente zur Ortsgeschichte. Blankenburg, Bernau 1993.
- Nachkrieg in Zepernick. Kritischer Rückblick auf die nordöstliche Vorortgemeinde Berlins in den Jahren 1945–1953. Götze, Berlin 1996.
- Zepernick b. Berlin. Das Domdorf im Spiegel alter Akten. Lukas-Verlag, Berlin 2001, ISBN 3-931836-60-6.
- Zepernick. Licht- und Schattenbilder. Ansichten zur Erinnerung. Delanus, Panketal 2004.

### Biografien
- Mieze predige du. Lebensweg des brandenburgischen Pfarrers Ulrich Herzberg (1887–1962). Schelzky und Jeep, Berlin 1997, ISBN 3-89541-128-0.

### Nachworte
- … wieder und wieder ANDERS gelesen! In: Brigitte Burmeister: Anders oder vom Aufenthalt in der Fremde. Ein kleiner Roman. Mit einem Leseeindruck von Rolf Gerlach. Verlag der Nation, Berlin 1987, ISBN 3-373-00112-9, S. 282–288.

### Libretti
- Zu Ralf Hoyer (Komponist): 27 Etüden zu zweit. Kammerszenen für Sängerpaar und Streichquartett (1985). Nach einem Text von Rolf Gerlach (= Autograph-Edition). 1985, erschienen bei: Edition C. F. Peters, Leipzig 1987, Uraufführung Dresdner Musikfestspiele 1985.
- Zu Helmut Zapf (Komponist): Kleiner Zepernicker Totentanz. Lyrisches Requiem. 1991, Aufführungen in Zepernick und Berlin.
- Zu Robert Grossmann (Komponist): Zauberberg. Große Oper nach Thomas Mann. 1993, Uraufführung 26. September 2002, StadttheaterChur.

### Drehbücher
- Klänge und Glossen. Kleines Journal (zusammen mit Peter Heinrich), 1980, Erstausstrahlung 14. Oktober 1980, DFF 1.
- Der Mensch hat zwei Beine (Fernsehfilm über Kurt Tucholsky, Regie: Detlef Mohr), 1980, Erstausstrahlung 9. Januar 1981, DFF 1.
- Ich grinse dazwischen. Rondo für Adolf Glaßbrenner (Dokumentarfilm über den Humoristen, Regie: Thomas Kuschel), 1986, Erstausstrahlung 18. Januar 1987, DFF 1.
- Deutsche Staatsoper Berlin – Wege zu neuen Premieren (Dokumentarfilm mit historischen Aufnahmen, Regie: Wernfried Hübel), DEFA 1987, Erstausstrahlung 7. Oktober 1987, DFF 2.
- Zepernick. Licht- und Schattenbilder. Ein Ortsporträt (zusammen mit Nadine Muth), Eigenproduktion 2003.